# Marcel Pavel
Marcel Pavel (1959) is een populair zanger in Roemenië. Zijn zangtalent bracht hem meer dan eens aan de top van de Roemeense hitparade. Marcel werd gekozen tot Zanger van het Jaar in 2002. Zijn eerste hit, "Frumoasa mea" werd geschreven door Ovidiu Komornyc. Zijn meest recente album is getiteld "Te vreau lângă mine" (Ik wil je dicht bij me). Een van zijn liedjes, "Unde ești? (waar ben je?), werd gekozen tot hit van het jaar in 2001.
In 2002 won hij de nationale voorronde voor het Eurovisiesongfestival samen met Monica Anghel. Hun lied "Tell me why" bereikte de achtste plaats.
In 2007 stelde hij zich weer kandidaat om Roemenië te vertegenwoordigen op het Eurovisiesongfestival met het liedje 'No poder vivir'. Maar hij eindigde vijfde op 8 deelnemers in de finale en ging dus niet naar het Eurovisiesongfestival van Helsinki.
1994: Dan Bittman · 
1998: Mălina Olinescu · 
2000: Taxi · 
2002: Monica Anghel & Marcel Pavel · 
2003: Nicola · 
2004: Sanda Ladoși · 
2005: Luminița Anghel & Sistem · 
2006: Mihai Trăistariu · 
2007: Todomondo · 
2008: Nico & Vlad Miriță · 
2009: Elena Gheorghe · 
2010: Paula Seling & Ovi · 
2011: Hotel FM · 
2012: Mandinga · 
2013: Cezar · 
2014: Paula Seling & Ovi · 
2015: Voltaj · 
2017: Ilinca feat. Alex Florea · 
2018: The Humans · 
2019: Ester Peony · 
2021: Roxen · 
2022: WRS · 
2023: Theodor Andrei